# Аксёнов, Михаил Афанасьевич
Михаил Афанасьевич Аксёнов (1917—1980) — бригадир тракторной бригады Полетаевской МТС Челябинской области, Герой Социалистического Труда.

## Биография
Родился 19 апреля (2 мая по новому стилю) 1917 года в селе Полетаево Российской империи.
По окончании четырёх классов школы работал батраком.
В 1930 году вступил в местный колхоз им. Семашко. В Полетаевской МТС освоил специальности машиниста молотилок и тракториста, и в первом же своём полевом сезоне вспахал 800 га земли, что в те годы было значительным трудовым достижением. В 1935 году Михаил Аксёнов окончил школу механиков в Троицке и возглавил отстающую бригаду трактористов, которая вскоре стала лучшей в районе.
М. А. Аксёнов был наставником молодых трактористов и инициатором внедрения в области почасового графика работы трактористов. В годы Великой Отечественной войны он трудился в тылу, его бригада получала по 17—18 центнеров зерна с гектара. После войны продолжил работать в колхозе. В 1950 году его бригада с площади 807 га собрала 15978,6 центнеров зерна. За достижения в труде в 1951 году был удостоен звания Герой Социалистического Труда с вручением ордена Ленина.
В 1956 году Михаил Афанасьевич был командирован в Китай для оказания помощи в освоении советской сельскохозяйственной техники. Предложил технологию организации посева риса, которая позволила увеличить производительность труда механизаторов на 65 %. За свой вклад в развитие китайского сельского хозяйства был удостоен китайских наград и знака «Отличник сельского хозяйства КНР».
Вернувшись на родину, с 1963 по 1977 год работал в совхозе «Полетаевский» инженером по технике безопасности. Занимаясь общественной деятельностью, избирался депутатом Челябинского областного Совет депутатов трудящихся.
Был награждён медалями «За доблестный труд в Великой Отечественной войне 1941—1945 гг.» (1946) и «За освоение целинных земель» (1956), а также медалями ВДНХ СССР за высокие достижения в сельском хозяйстве.
Умер 2 февраля 1980 года в родном посёлке, где и был похоронен.
Деятельности М. А. Аксёнова посвящена статья в сборнике «За урожай», Челябинское областное государственное издательство, 1952 год.